# Caltech Submillimeter Observatory
Il Caltech Submillimeter Observatory (CSO) era un telescopio a lunghezza d'onda sub-millimetrica costruito nel 1985 e decommissionato nel 2015. Insieme al James Clerk Maxwell Telescope è stato un pioniere dell'interferometria favorendo importanti studi per l'ALMA e il Submillimeter Array. È stato utilizzato per l'ultima volta l'8 settembre 2015.
Il CSO è il primo telescopio a essere rimosso dalla montagna nell'ambito del piano di disattivazione dell'osservatorio di Mauna Kea,  nell'ottica di un piano generale di gestione completa di Maunakea, finalizzato a proteggere le risorse culturali, naturali e scientifiche dell'area.
Il telescopio è stato progettato negli anni '80 da un gruppo guidato da Robert Leighton e costruito al Caltech. La strumentazione è stata sviluppata negli anni dalla facoltà, dagli studenti e dal personale della Caltech; dagli scienziati del personale del Jet Propulsion Laboratory della NASA (gestito da Caltech) e dai collaboratori delle istituzioni di tutto il mondo. Il CSO è stato installato a Maunakea negli anni 1985-1987. Ottantaquattro pannelli a nido d'ape in alluminio esagonale leggero costituiscono lo specchio primario. Un sistema attivo allinea questi pannelli per mantenere la superficie liscia necessaria per le osservazioni submillimetriche. Gli spettrometri e le telecamere di cui il CSO è dotato utilizzano rivelatori sviluppati al Caltech e in altre università. Per la massima sensibilità, questi rilevatori sono raffreddati ad una temperatura vicino allo zero assoluto.

## Ricerca e risultati scientifici di rilievo
- Sviluppo di rivelatori a giunzione superconduttrici e bolometri a ragnatela per radioastronomia, ora comunemente usati in osservatori radio terrestri e spaziali (ALMA, CARMA, Herschel, Planck)
- Mappatura del gas molecolare della radio galassia Centaurus A
- Imaging spazialmente risolto di dischi di detriti stellari vicini usando lo strumento SHARC e fornendo prove per la presenza di pianeti in questi sistemi.
- Determinazione della composizione volatile delle comete, compresa la prima rilevazione a terra di acqua pesante (HDO) in una cometa
- Scoperta di una nuova fase dell'evoluzione stellare per le giganti rosse, che si verifica poco prima che perdano completamente il proprio involucro di gas durante la formazione delle nebulose planetarie.